# Едберт
Едберт (давн-англ. Eadberht; ? — 20 серпня 758) — король Нортумбрії у 737—758 роках.

## Життєпис

### Молоді роки
Походив з одній гілок династії Еоппінгів — Леодвальдінгів. Син Ети, одного з нащадків Окги, сина першого короля Берніції Іди. Про дату народження нічого невідомо. Вважається, що перебував при дворі королів Нортумбрії, де здобув політичний та військовий досвід. З 731 року брав участь у декількох змовах проти короля Кеолвульфа.

### Королювання
У 737 році після зречення короля Кеолвульфа (стриєчного брата) на користь Едберта стає новим володарем Нортумбрії. З самого початку намагався зміцнити владу свого роду проти інших представників династії. У 740 році Едберт вбив Ернвіна, сина померлого короля Едвульфа з іншої гілки Еоппінгів. В цьому він спирався на свого брата Егберта, що був архієпископом в столиці держави Еофервік з 735 року. Авторитет останнього був настільки високим, що його ім'я карбувалися на монетах нарівні з королівським. Разом з братом Едберт відновив якісне карбування срібних пенні (проба становила 50—70 % дорогоцінного металу), ставши першим англосаксонським королем чиє ім'я викарбувано на монетах.
Водночас Едберт намагався відродити колишню гегемонію Нортумбрії в Британії. У 740 році Едберт почав похід проти піктів, змусивши короля останніх Енгуса I відступати, захопивши Лотіан. Скориставшись його відсутністю, на Нортумбрію напав Етельбальд, король Мерсії (союзника піктів), що спалив столицю, помстивши за вбивство Ернвіна. Едберт вимушений був повертатися до столиці.
У 744 році Едберт вдерся до Піктії, проте битва з королем Егнусом I не виявила переможця. Лише у 750 році королю Нортумбрії вдалося захопити долину Кайла (частина сучасного Південного Ерширу в Шотландії). Згодом встановив дружні стосунки з королем франків Піпіном Коротким.
У 750 році Едберт взяв в облогу монастир на острові Ліндісфарн, де сховався Оффа, син Елдфріта, короля зі старшої гілки. Монастир було взято приступом, після чого Едберт наказав стратити конкурента. Єпископа Кіневульфа, який підтримував Оффу, було запроторено до в'язниці. При цьому король намагався посилити владу над монастирями і єпископами.
У 756 році він разом з Енгусом I, королем Піктії, напав на королівство Стратклайд, взявши в облогу столицю Дамбартон. 1 серпня союзники захопили столицю Стратклайду, змусивши її короля Думнагуаля III визнати зверхність Нортумбрії та Піктії. 10 серпня, коли Едберт повертався додому зі здобиччю, між Оуанією (напевне Говань) і Ніванбірігом (Ньюбург-на-Тайні) на нього напав Думнагуал III (за іншими відомостями союзник Енгус I), завдавши нортумбрійцям важкої поразки.
757 року передав монастирі Стоунгрейв, Коксволд, Донемуте Моллу (напевне в подальшому став королем Етелвалдом). У 758 році Едберт відрікся від престолу і пішов до монастиря в Еофервіку, де помер 768 року. Владу успадкував його син Освульф.

## Родина
- Освульф (д/н—759), король Нортумбрії у 758—759 роках
- Освін
- Осгіфу, дружина Елхреда, короля у 765—774 роках